# Средства массовой информации Дании
Средства массовой информации (СМИ) Дании.

## Газеты
Газеты:
- B.T.[англ.] (таблоид)
- Berlingske Tidende
- Dagbladet Arbejderen[англ.]
- Dagbladet Børsen[англ.]
- Dagbladet Information[англ.]
- Dagbladet Politiken (с 1884 года)
- Ekstra Bladet (с 1904 года, как приложение к газете «Политикен»)
- Erhvervsbladet
- Morgenavisen Jyllands-Posten (таблоид)
- Kristeligt Dagblad[англ.]
- MetroXpress[дат.] (2001—2018)
- Urban
- Søndagsavisen[англ.]
- Weekendavisen[англ.]
- The Copenhagen Post[англ.]

## Телерадиовещание
Первые телевизионные трансляции в Дании начались в 1951 году, однако тогда они не были ежедневными и были доступны лишь некоторым районам столицы. 
Ежедневные трансляции начались в 1954, а вся страна была покрыта лишь в 1960 году, с открытием телепередатчика на о. Борнхольм. 
Первая новостная программа, TV-Avisen, стартовала в 1965 году.
Общественные вещатели: 
DR (телеканалы DR1, DR2, DR3, DR K, DR Ramasjang, DR Ultra, 
радиостанции DR P1, DR P2, DR P3, DR P4) и 
TV 2 (телеканалы TV 2,  TV 2 Charlie, TV 2 Film, TV 2 News,  TV 2 Sport, TV 2 Zulu). 

Коммерческие телеканалы - TV3, TV3+, TV3 Puls, Kanal 4, Kanal 5, Animal Planet Nordic (см. Animal Planet).

## Интернет
.dk — национальный домен верхнего уровня для Дании.